# NK뉴스
NK뉴스(영어: NK News)는 2010년에 설립된 독립 언론사로, 조선민주주의인민공화국 전문 뉴스를 독자들에게 제공하고 있다. NK뉴스는 어떤 국가나 단체에 소속·지원을 받지 않으며 정치적 중립을 추구하는 언론사로서 객관적인 사실 보도에 중점을 두고 있다.
현재 워싱턴 D.C.에 본부를 두고있으며, 서울, 뉴욕, 런던, 캘리포니아 산호세에 특파원들이 상주하고 있다.
NK뉴스는 북한의 정치, 군부, 사회, 문화 등 다양한 분야의 지식이 풍부한 전문가 팀으로 구성되어 있으며, 뉴스 분석에 도움을 주고 있는 북한 내·외부의 익명 네트워크와도 일하고 있다. 위성 사진이나 북한 내부의 정치 군사적 행사 등 객관적 자료를 통한 분석 기사들을 전문으로 하고 있다.

## 특집 기사
NK뉴스 기사들은 국내외 매체들에 특집으로 실리기도 하였다.
CNN의 "파리드 자카리아 GPS" 쇼에서 NK뉴스는 김정일 광장 변경에 대한 3분 방송분에서 잠시 특집으로 실렸다. NK뉴스가 습득한 사진은 파리드 자카리아 쇼에서 NK뉴스 트위터 주소 및 로고와 함께 사용되었다.
월드스트릿 저널은 NK뉴스의 지도자 추적기에 대한 특집 기사를 쓰기도 했다.
경향신문은 '세서미 스트리트'에 나오는 캐릭터 인형을 생산하는 북한의 한 기업에 대하여 NK뉴스를 인용한 특집 기사를 쓰기도 했다.
NK뉴스에서 최초로 발견한 김정일의 초호화 요트 그리고 이에 대해 쓰여진 기사는 연합뉴스 그리고 YTN 등 국내 통신사들에 인용이 되었다.

## 현직 직원
| - 채드 오 캐럴 Chad O' Carroll: 설립자, 대표이사, 전무이사 - 제임스 피어슨 James Pearson: 보도 책임자 및 서울 특파원 - 쟌루카 스페자 Gianluca Spezza: 지도 및 연구 책임자 | - 커티스 멜빈 Curtis Melvin: 북한 경제 관찰 North Korea Economy Watch 편집장 - 마틴 윌리엄스 Martyn Williams: 북한 매체 및 첨단 기술자, North Korea Tech 웹사이트 저자 및 편집자 - 네이트 테이여 Nate Thayer: 아시아 전문기자 - 김수빈 Subin Kim: 국방 및 안보 전문가 - 안드레이 란코프 Andrei Lankov: 북한 전문가 |